# Melusa dardana
Melusa dardana är en insektsart som först beskrevs av Ronald Gordon Fennah 1958.  Melusa dardana ingår i släktet Melusa och familjen Derbidae. Inga underarter finns listade i Catalogue of Life.